# چالکو (نبراسکا)
چالکو(به انگلیسی: Chalco) شهری در ایالت نبراسکا کشور ایالات متحده آمریکا است که جمعیت آن در سرشماری سال ۲۰۱۰ میلادی، ۱۰٬۹۹۴ نفر بوده‌است.